# Saint-Waast
Saint-Waast ist eine französische Gemeinde im Département Nord in der Region Hauts-de-France. Sie gehört zum Arrondissement Avesnes-sur-Helpe und zum Kanton Aulnoye-Aymeries. Die Bewohner nennen sich Védastiens oder Védastiennes.
Die Gemeinde Saint-Waast liegt am Hogneau nahe der Grenze zu Belgien, auf halbem Weg zwischen den Städten Valenciennes und Maubeuge. Teile des Naturschutzgebietes Carrière des Nerviens liegen in Saint-Waast und dem östlich gelegenen Bavay. Die weiteren Nachbargemeinden sind Bellignies und Houdain-lez-Bavay im Nordosten, L’Orée de Mormal im Süden, Preux-au-Sart im Südwesten, Wargnies-le-Petit (Berührungspunkt) im Westen sowie La Flamengrie und Bettrechies im Nordwesten.

## Bevölkerungsentwicklung
| Jahr                       | 1962 | 1968 | 1975 | 1982 | 1990 | 1999 | 2006 | 2012 | 2021 |
| Einwohner                  | 719  | 666  | 665  | 627  | 623  | 649  | 596  | 626  | 658  |
| Quellen: Cassini und INSEE |      |      |      |      |      |      |      |      |      |

## Sehenswürdigkeiten
- Kirche Saint-Pierre
- Schloss Rametz aus dem 14. Jahrhundert (Monument historique)
- Sarazenenturm aus dem 12. Jahrhundert (Monument historique)

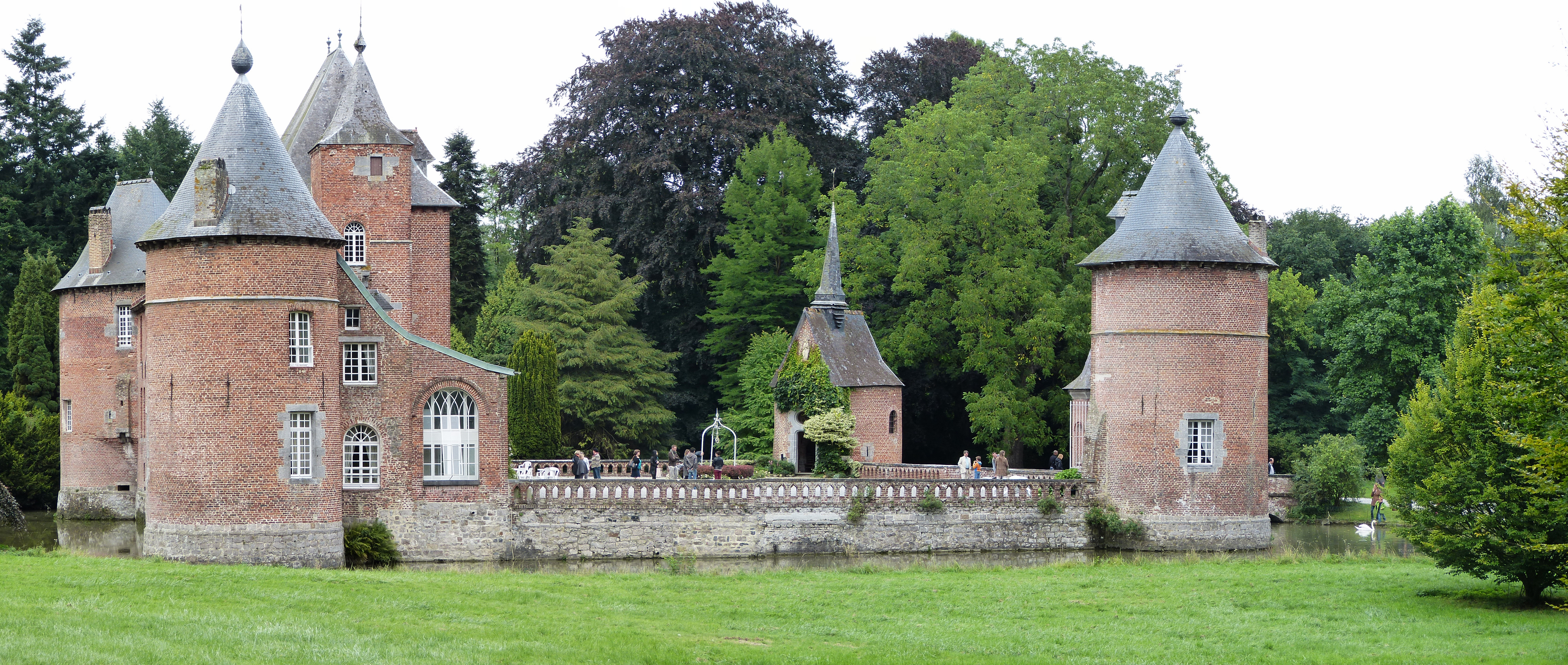
Schloss Rametz von der Parkanlage aus gesehen
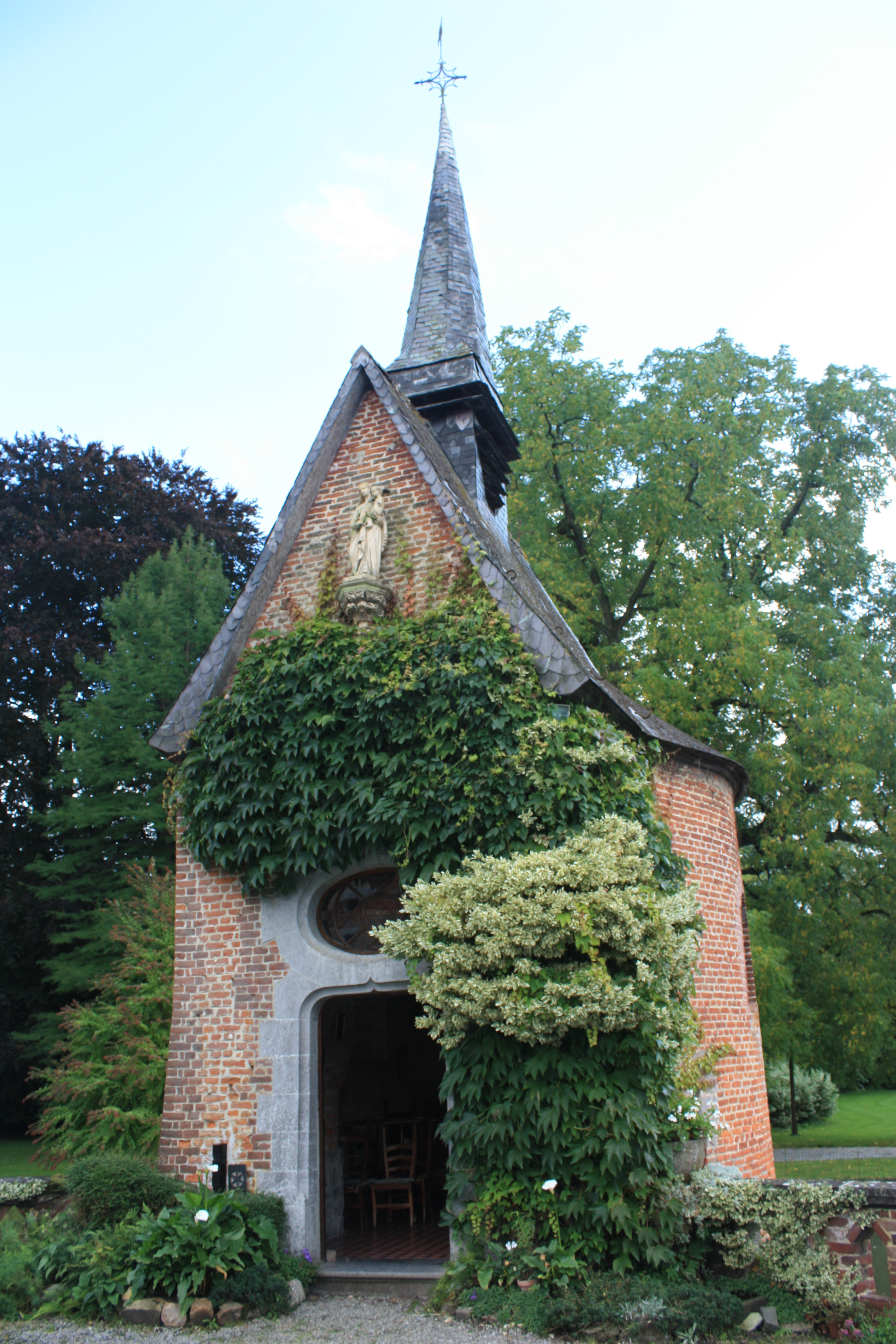
Zum Schloss Rametz gehörende Kapelle
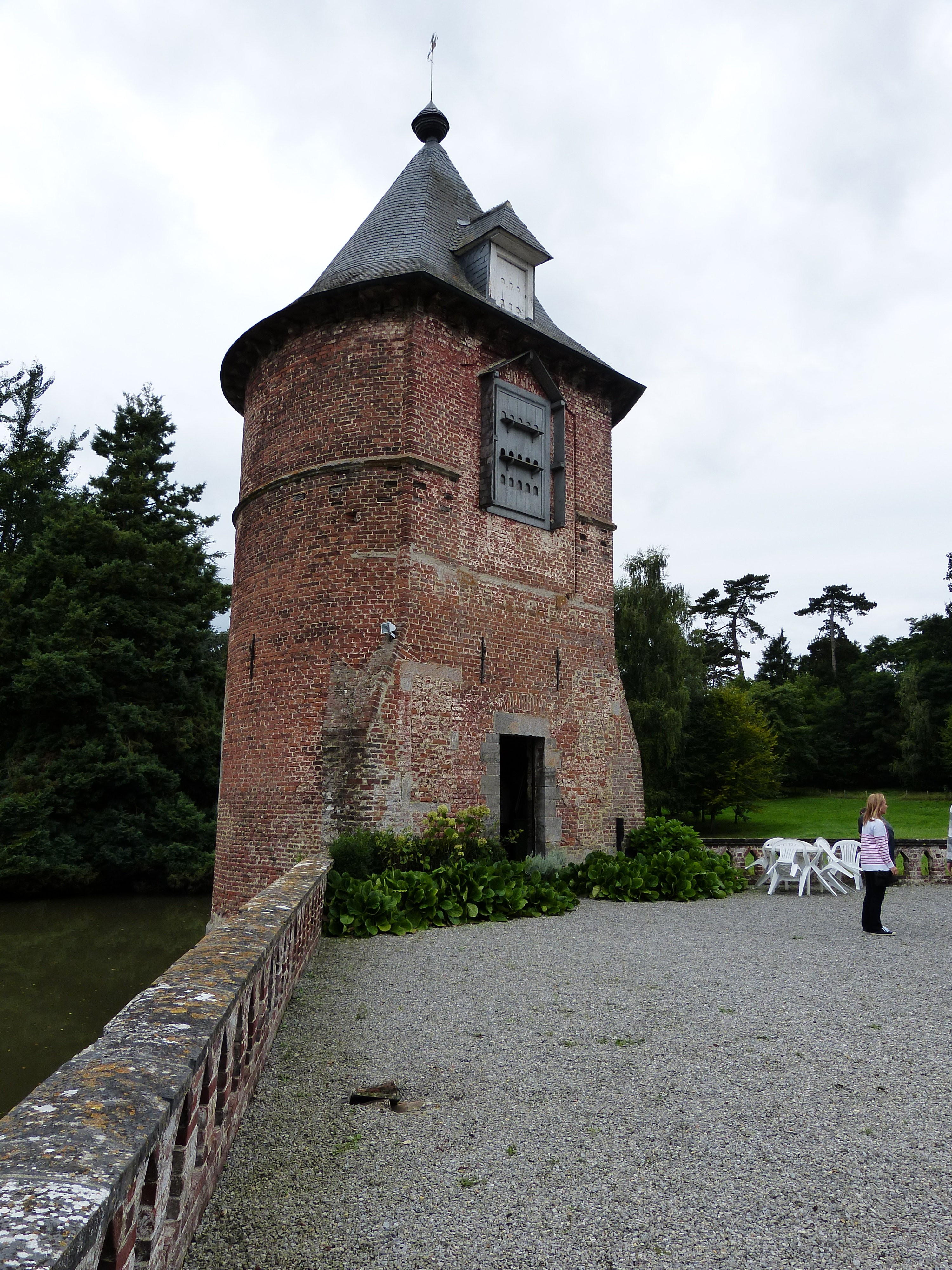
Taubenturm am Schloss
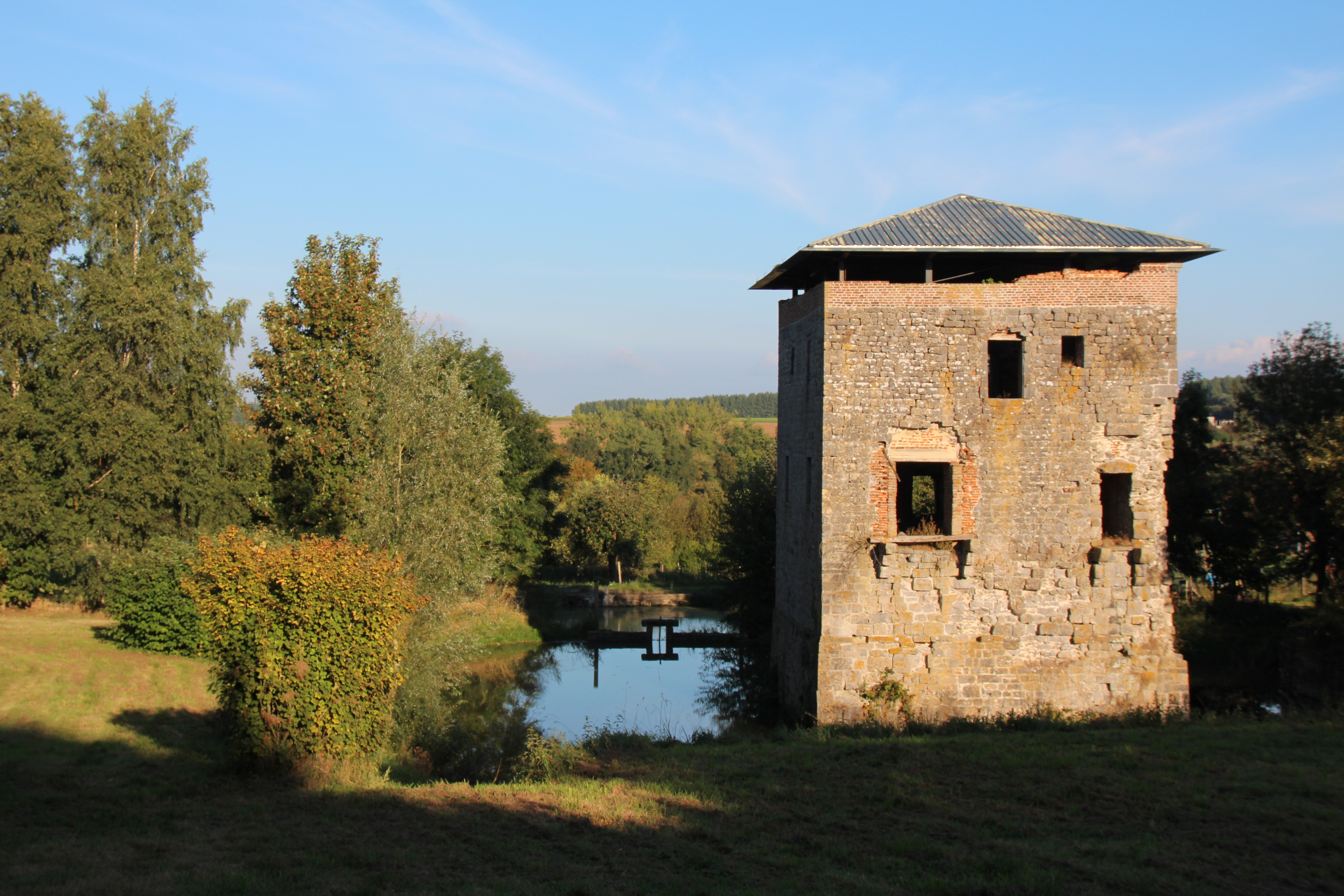
Sarazenenturm
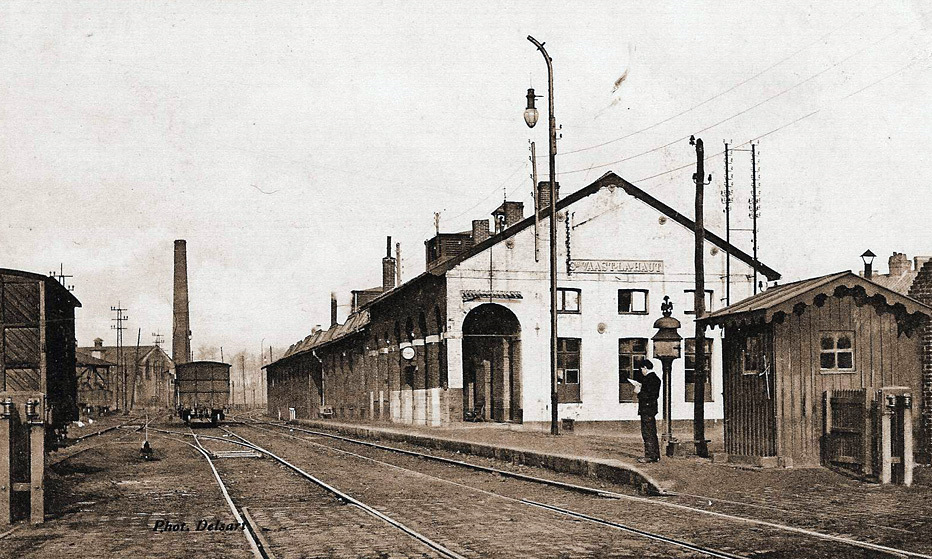
Bahnhof (um 1950)
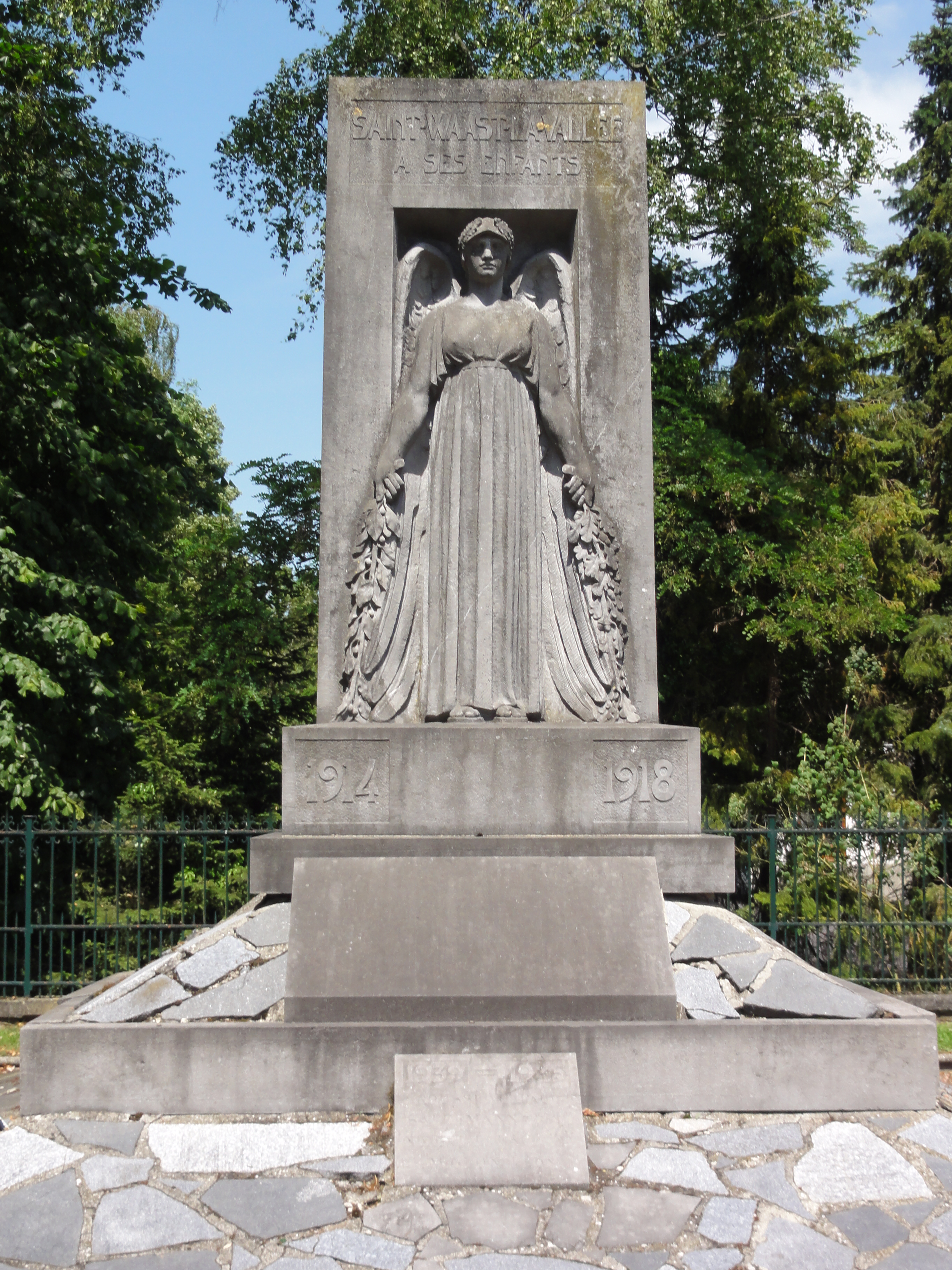
Gefallenendenkmal